# Cop franc i cop de càstig
El cop de càstig, en el rugbi, és una infracció que pot ser causada per diferents motius i depenent del perill de la jugada o la reiteració d'aquella infracció, pot ser penalitzat amb targeta.
L'equip no infractor té diferents opcions per reactivar la jugada des del punt de la infracció.

## Infraccions
Les infraccions en el rugbi s'agrupen en dos tipus: 
1. Les infraccions lleus (cop franc, melé).
2. Les infraccions greus (cop de càstig).[1]

### Infraccions lleus (cop franc)
Quan un jugador de l'equip fa un avant (passa la pilota cap endavant). L'equip no infractor pot aprofitar l'avantatge que dona l'àrbitre si creu que l'equip no infractor pot aprofitar aquest avantatge per guanyar metres, si no guanyen metres, des del punt on és causada la infracció es fa una melé (scrum) a favor de l'equip no infractor.
Touch parcial (quan es tira la touche la pilota va cap a un costat en comptes d'anar recte), al servei inicial la pilota no passa dels 10 metres (quan l'equip que posa la pilota en joc al mig del camp xuta i la pilota no passa dels 10 metres).

### Infraccions greus (cop de càstig)
Les infraccions greus poden ser causades per diferents accions: 
- Placatge alt (placatge per sobre el coll).
- Tres temps (elevar les cames del jugador per sobre les teves espatlles).
- Retenció (quan el jugador que cau placat a terra no allibera la pilota).

El fora de joc té diferents opcions al ser penalitzat:
1. Estar per davant de l'últim peu del jugador placat quan el mig melé inicia el joc.
2. Estar per davant del jugador que xuta la pilota i interferir en la jugada (si estàs davant del jugador, però no intervens en la jugada no és fora de joc).
3. El jugador d'un equip fa un avant i un company seu agafa la bola estant davant seu.

Enfonsar una melé (enfonsar l'equip contrari a terra en una melé).
Empènyer abans de temps en la melé (un dels dos equips empenyi abans de temps).
Entrar pel costat en el ruck (un jugador entra pel costat del ruck en lloc de per la porta)
Colpejar (en comptes de placar a un jugador agafant-lo i acompanyant-lo a terra el colpeja i el deixa caure a terra).
Fora de joc +10 metres (quan l'equip té un cop de càstig a favor seu i el juguen a mà l'equip contrari ha d'estar a 10 metres, si no estan a 10 metres el cop de càstig en comptes de ser on s'ha produït és 10 metres endavant).
Totes aquelles situacions que poden posar en perill la integritat física d'un jugador són penalitzades.

### Jugades anti joc
Les jugades anti joc també són infraccions greus:
Pantalla (un jugador de l'equip del portador de la pilota bloqueja la possible defensa de l'equip contrari).
Retardat (placar al jugador de l'equip contrari quan ja no té la pilota).
Tallar el joc (el jugador de l'equip contrari colpeja la pilota per parar l'avançament de l'altre equip).

### Diferents opcions de joc en infraccions lleus
Les diferents opcions de joc quan un equip té un cop franc, mele a favor són:
1. Si la infracció és causada per una touche parcial és melé a la línia de 15 des d'on ha sortit la pilota.
2. Si és causada per un avant és melé des d'on ha caigut la pilota.

### Diferents opcions de joc en infraccions greus
Les diferents opcions de joc quan un equip té un cop de càstig a favor són:
1. Jugar la pilota a mà des del punt on ha sigut causada la infracció (qualsevol jugador de l'equip que té el cop de càstig a favor pot jugar la pilota fent-la donar una volta a si mateixa amb el peu).
2. Xut lliure (free kicks) des del punt on ha sigut causada la infracció o més enrere en línia recta. Aquesta opció té dos variants:
  1. Una et dona l'oportunitat de xutar a pals i aconseguir tres punts.
  2. L'altre és xutar a fora directament i on surti la pilota serà una touche (llançament de banda) a favor seu.

Per acabar, l'equip té l'opció d'una melé (scrum) a favor seu.